# Долинское муниципальное образование
Долинское муниципальное образование — муниципальное образование со статусом сельского поселения в Фёдоровском районе Саратовской области Российской Федерации.
Административный центр — село Долина.

## История
Статус и границы сельского поселения установлены Законом Саратовской области от 27 декабря 2004 года N 107-ЗСО «О муниципальных образованиях,  входящих в состав Фёдоровского района».

## Население
| 2010  | 2011  | 2012  | 2013  | 2014  | 2015  | 2016  |
| ----- | ----- | ----- | ----- | ----- | ----- | ----- |
| 1593  | ↘1587 | ↗1595 | ↘1542 | ↘1524 | ↘1502 | ↘1481 |
| 2017  | 2018  | 2019  | 2020  | 2021  |       |       |
| ↘1466 | ↘1455 | ↘1425 | ↘1395 | ↘1383 |       |       |

## Состав сельского поселения
| № | Населённый пункт | Тип населённого пункта       | Население |
| - | ---------------- | ---------------------------- | --------- |
| 1 | Долина           | село, административный центр | ↘1459     |
| 2 | Михайловка       | село                         | ↘134      |